# Vendée Globe 2004-2005
Navigation
2000-2001 2008-2009
Le Vendée Globe 2004-2005 est la cinquième édition du Vendée Globe. Le départ a été donné le 7 novembre 2004 des Sables-d'Olonne. Cette course comptait au départ 20 bateaux et 13 à l'arrivée, en raison d'abandons multiples, ce qui est fréquent dans cet « Everest de la Mer » qu'est le Vendée Globe. Il a été remporté par Vincent Riou le 2 février 2005 à 22 h 49 après un parcours de 87 jours, 10 heures, 47 minutes et 55 secondes, ce qui constitue un nouveau record de l'épreuve.

## Type de bateau
Les bateaux admis à participer à cette course sont des voiliers monocoques d'une longueur comprise entre 59 et 60 pieds, c'est-à-dire d'environ 18 mètres. Ces bateaux doivent répondre aux règles de la classe IMOCA 60 pieds.

## Participants
Vingt skippers ont pris le départ de la course. Un parcours de qualification a été nécessaire pour valider l'inscription de chaque bateau, ce parcours ayant pu être réalisé dans le cadre d'une autre course à la voile.

### Liste des concurrents au départ
| Concurrent         | Nationalité | Participation | Nom du bateau             | Architecte                        | chantier                  | année de lancement |
| ------------------ | ----------- | ------------- | ------------------------- | --------------------------------- | ------------------------- | ------------------ |
| Patrice Carpentier | France      | 3e            | VM Matériaux              | Michel Joubert Benoit Nivet       | Thierry Dubois            | 1999               |
| Jean-Pierre Dick   | France      | 1re           | Virbac-Paprec             | Farr yacht design                 |                           | 2003               |
| Raphaël Dinelli    | France      | 2e            | Akena Verandas            | Nandor Fa                         | Nandor Fa chantier        | 1996               |
| Mike Golding       | Royaume-Uni | 2e            | Ecover                    | Owen Clarke Design                |                           | 2003               |
| Conrad Humphreys   | Royaume-Uni | 1re           | Hellomoto                 | Finot-Conq                        | JMV Industries            | 1998               |
| Sébastien Josse    | France      | 1re           | VMI                       | Finot-Conq                        | Kirié / Éluère            | 1998               |
| Roland Jourdain    | France      | 2e            | Sill et Veolia            | Marc Lombard et Juan Kouyoumdjian | JMV Industries            | 2004               |
| Hervé Laurent      | France      | 2e            | UUDS                      | Finot-Conq                        | JMV Industries            | 1994               |
| Karen Leibovici    | France      | 1re           | Benefic                   | Philippe Harlé Alain Mortain      | CDK Technologies          | 1991               |
| Jean Le Cam        | France      | 1re           | Bonduelle                 | Marc Lombard                      | JMV Industries            | 2004               |
| Anne Liardet       | France      | 1re           | Roxy                      | Marc Lombard Briand               | Mag France                | 1989               |
| Nick Moloney       | Australie   | 1re           | Skandia                   | Owen Clarke Design                | Marten Yachts             | 2000               |
| Benoît Parnaudeau  | France      | 1re           | Max Havelaar/Best Western | Philip Morisson                   | Rowsell-Morisson          | 1991               |
| Vincent Riou       | France      | 1re           | PRB                       | Finot-Conq                        | Mag France                | 2000               |
| Bruce Schwab       | États-Unis  | 1re           | Ocean Planet              | Thomas Wylle                      | Schooner Creek Boat       | 2001               |
| Norbert Sedlacek   | Autriche    | 1re           | Brother                   | Bernard Nivett                    | Chantier Norbert Sedlacek | 1995               |
| Joe Seeten         | France      | 2e            | Arcelor-Dunkerque         | Finot-Conq                        | JMV Industries            | 1998               |
| Alex Thomson       | Royaume-Uni | 1re           | Hugo Boss                 | Marc Lombard                      | Mag France                | 1998               |
| Marc Thiercelin    | France      | 3e            | Pro Form                  | Marc Lombard                      | Mag France                | 1998               |
| Dominique Wavre    | Suisse      | 2e            | Temenos                   | Finot-Conq                        | JMV Industries            | 1999               |

## Déroulement de l'épreuve
Trois cent mille personnes assistèrent au départ de la course, qui pour une fois se déroula dans des conditions météo agréables. Un départ rapide fut suivi par quelques problèmes matériels, lesquels demeurèrent toutefois mineurs. En effet, la tête de la course franchit l'équateur après seulement 10 jours de course, soit trois jours de moins que lors de l'édition précédente, et tous les participants étaient toujours en course à ce moment-là.
Les problèmes sérieux commencèrent réellement à se manifester au moment de l'entrée des voiliers dans la zone des quarantièmes rugissants : Alex Thomson fut contraint de diverger de son itinéraire pour effectuer des réparations sans assistance au Cap avant de reprendre la course, et de nombreuses autres avaries touchèrent les skippers. Hervé Laurent, affecté par de graves dysfonctionnements de gouvernail dut abandonner, tout comme Alex Thomson pour d'autres raisons, cependant que Conrad Humphreys rentra au port pour des réparations de gouvernail. Les avaries d'équipement et les abandons se poursuivant, la flotte se dirigea droit vers une portion de mer partiellement gelée, et Sébastien Josse heurta un growler.
Alors que les poursuivants restants retrouvèrent l'Atlantique, la composition et l'ordre des participants changea plusieurs fois, et la course demeura serrée et incertaine quasiment jusqu'à la fin, où on assista à l'arrivée des trois leaders dans un intervalle de seulement 29 heures.

### Événements marquants
- Lors de la remontée de l'Atlantique vers les Sables-d'Olonne, Nick Moloney constate que la quille de son bateau, fragilisée par les conditions éprouvantes de l'océan Indien et du Pacifique Sud, est à la limite de la rupture. Il doit abandonner, et se déroute vers le Brésil, où il laisse son bateau en réparation. Plusieurs mois passent, puis il revient chercher son bateau réparé, reprend la mer seul à bord, et rejoint Les Sables-d'Olonne un an après en être parti, bouclant ainsi son tour du monde en solitaire.
- À la suite d'un différend avec Josh Hall, le propriétaire de son bateau Objectif 3[4], Charles Hedrich part sans rallier le port des Sables-d'Olonne[5]. Parti hors-course le 19 octobre 2004, il termine son tour du monde en 122 jours, sans escale.

## Classement général
| Place | Nom du concurrent | Nationalité | Nom du bateau             | Temps                                   |
| ----- | ----------------- | ----------- | ------------------------- | --------------------------------------- |
| 1     | Vincent Riou      | France      | PRB                       | 087 j 10 h 47 min 55 s (nouveau record) |
| 2     | Jean Le Cam       | France      | Bonduelle                 | 087 j 17 h 20 min 08 s                  |
| 3     | Mike Golding      | Royaume-Uni | Ecover                    | 088 j 15 h 15 min 13 s                  |
| 4     | Dominique Wavre   | Suisse      | Temenos                   | 092 j 17 h 13 min 20 s                  |
| 5     | Sébastien Josse   | France      | VMI                       | 093 j 00 h 02 min 10 s                  |
| 6     | Jean-Pierre Dick  | France      | Virbac-Paprec             | 098 j 03 h 49 min 38 s                  |
| 7     | Conrad Humphreys  | Royaume-Uni | Hellomoto                 | 104 j 14 h 32 min 24 s                  |
| 8     | Joe Seeten        | France      | Arcelor-Dunkerque         | 104 j 23 h 02 min 45 s                  |
| 9     | Bruce Schwab      | États-Unis  | Ocean Planet              | 109 j 19 h 58 min 57 s                  |
| 10    | Benoît Parnaudeau | France      | Max Havelaar/Best Western | 116 j 01 h 06 min 54 s                  |
| 11    | Anne Liardet      | France      | Roxy                      | 119 j 05 h 28 min 40 s                  |
| 12    | Raphaël Dinelli   | France      | Akena Verandas            | 125 j 04 h 07 min 14 s                  |
| 13    | Karen Leibovici   | France      | Benefic                   | 126 j 08 h 02 min 20 s                  |

## Abandons
| Nom du concurrent  | Nationalité | Nom du bateau  | Date             | Raison de l'abandon       | Lieu                                |
| ------------------ | ----------- | -------------- | ---------------- | ------------------------- | ----------------------------------- |
| Hervé Laurent      | France      | UUDS           | 5 décembre 2004  | Avarie de safran          | Atlantique Sud (en début de course) |
| Alex Thomson       | Royaume-Uni | Hugo Boss      | 7 décembre 2004  | Fixation de bôme arrachée | Cap de Bonne-Espérance              |
| Norbert Sedlacek   | Autriche    | Brother        | 13 décembre 2004 | Fixation de quille cassée | Cap de Bonne-Espérance              |
| Roland Jourdain    | France      | Sill et Veolia | 17 décembre 2004 | Fixation de quille fendue | Sud de l'Australie                  |
| Marc Thiercelin    | France      | Pro Form       | 31 décembre 2004 | Avarie de mât             | Nouvelle-Zélande                    |
| Patrice Carpentier | France      | VM Matériaux   | 8 janvier 2005   | Bôme cassé                | Nouvelle-Zélande                    |
| Nick Moloney       | Australie   | Skandia        | 26 janvier 2005  | Fixation de quille cassée | Atlantique Sud (en fin de course)   |